# Zhenyuan (ironclad)
Zhenyuan (em chinês: 鎮遠; pinyin: Zhènyuǎn; Wade-Giles: Chen Yuen) foi um ironclad construído para a Frota Beiyang da China. Ela foi o segundo e último membro da classe Dingyuan, que incluiu outro navio, Dingyuan, ambos construídos na Alemanha no início da década de 1880. A entrega dos dois ironclads foi adiada devido à Guerra Sino-Francesa de 1884-1885. Os navios foram armados com uma bateria principal de quatro canhões de 12 polegadas (305 mm) em um par de torres de artilharia, tornando-os as embarcações de guerra mais poderosas nas águas do Leste Asiático na época.
Nas décadas de 1880 e 1890, a Frota Beiyang realizou uma rotina de exercícios de treinamento e cruzeiros no exterior, com ênfase em visitas ao Japão para intimidar o país. Esta última resultou no Incidente de Nagasaki em 1886 e contribuiu para o aumento da hostilidade entre os dois países, culminando na Primeira Guerra Sino-Japonesa em 1894. Ela entrou em ação na Batalha do Rio Yalu em 17 de setembro, onde a Frota Combinada Japonesa afundou grande parte da Frota Beiyang, embora tanto Zhenyuan quanto Dingyuan tenham sobrevivido apesar de numerosos impactos. Os sobreviventes então recuaram para Port Arthur para reparos, mas depois que a cidade foi ameaçada pelo exército japonês, fugiram para Weihaiwei. Ao entrar no porto, Zhenyuan atingiu uma rocha não mapeada e sofreu danos significativos; ela foi usada como uma bateria de artilharia estacionária durante a Batalha de Weihaiwei em fevereiro de 1895, mas as forças japonesas capturaram as fortificações da cidade, o que forçou os chineses a renderem a frota.
Zhenyuan foi apreendido como prêmio de guerra, reparado e comissionado na Marinha Imperial Japonesa como Chin Yen. Ele frequentemente percorreu o Japão no final da década de 1890 e início dos anos 1900 para celebrar a vitória do Japão sobre a China. Obsoleto na época da Guerra Russo-Japonesa, ela, no entanto, entrou em ação na Batalha do Mar Amarelo em agosto de 1904 e na Batalha de Tsushima em maio de 1905. Também apoiou a invasão de Sakhalin em julho de 1905. Após a guerra, Chin Yen se tornou um navio de treinamento, servindo nesse papel até 1911, quando foi vendido para desmantelamento em 1912.

## Projeto

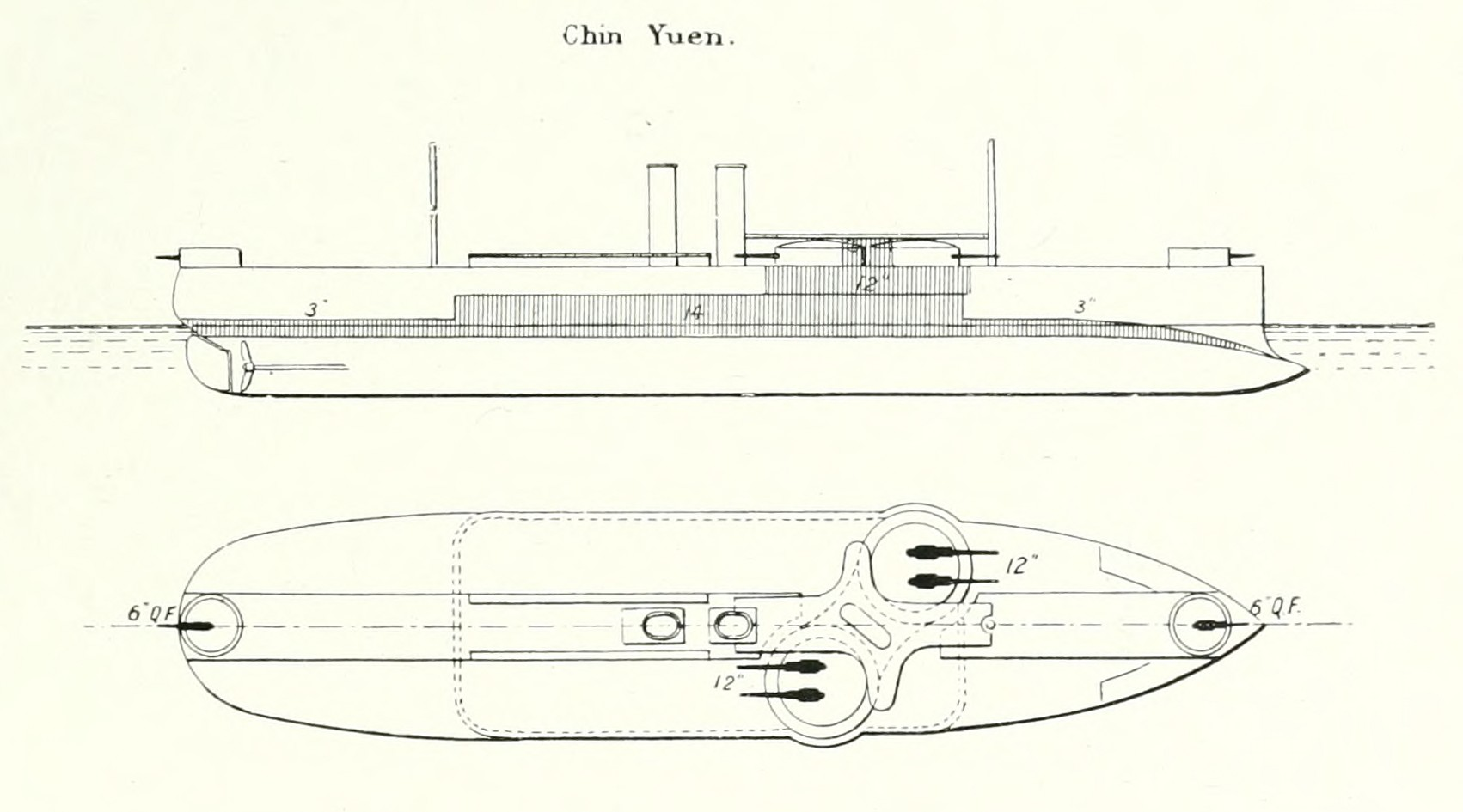
Visão geral do layout de um couraçado da classe Dingyuan

Após a intervenção direta das potências imperialistas europeias na metade do século XIX, incluindo as Guerras do Ópio, onde suas frotas a vapor superiores dominaram a pequena Marinha Imperial Chinesa, que ainda dependia de juncos tradicionais, os chineses iniciaram um programa de construção naval na década de 1880 para enfrentar essas ameaças de forma mais eficaz. Eles buscaram a assistência britânica e alemã, e encomendaram dois ironclads da classe Dingyuan da Alemanha.
O Zhenyuan tinha um comprimento total de 94 metros, uma boca de 18 metros e um calado de 6,1 metros. Ele tinha um deslocamento de 7 340 toneladas métricas em condições normais e até 7 790 toneladas métricas a plena carga. Era movido por um par de motores a vapor compostos, cada um acionando uma hélice. O vapor era fornecido por oito caldeiras de tubos de fogo que queimavam carvão e eram conduzidas para duas chaminés localizadas no meio do navio. Ele era capaz de atingir uma velocidade máxima de 29,1 km/h (15,7 nós) a partir de 5 600 kW (7.500 cv) indicados. Sua tripulação era composta por 350 oficiais e marinheiros.
O navio carregava uma bateria principal de quatro canhões de 305 mm com calibre 20, carregamento pela culatra, em duas torres de artilharia duplas dispostas en echelon à proa. Estes eram apoiados por uma bateria secundária de dois canhões de 150 mm em duas torres únicas, uma à proa e outra à popa. Para defesa contra barcos torpedeiros, ele carregava um par de canhões revólver Hotchkiss de 47 mm e oito canhões de tiro rápido Maxim-Nordenfelt de 37 mm em casamatas. O Zhenyuan também estava equipado com três tubos de torpedo de 356 mm ou 381 mm.
Ele era protegido por uma couraça composta de 356 mm para o cinturão de blindagem, que cobria a parte central do navio, onde estavam localizados os paióis de munição e os espaços de maquinaria de propulsão. Uma cobertura de blindagem com 76 mm de espessura fornecia proteção horizontal. Sua torre de comando era coberta com uma chapa de blindagem de 203 mm nas laterais. As torres das torres de artilharia tinham de 305 mm a 356 mm de espessura. Uma faixa de blindagem de 203 mm protegia os canhões das casamatas.

### Modificações

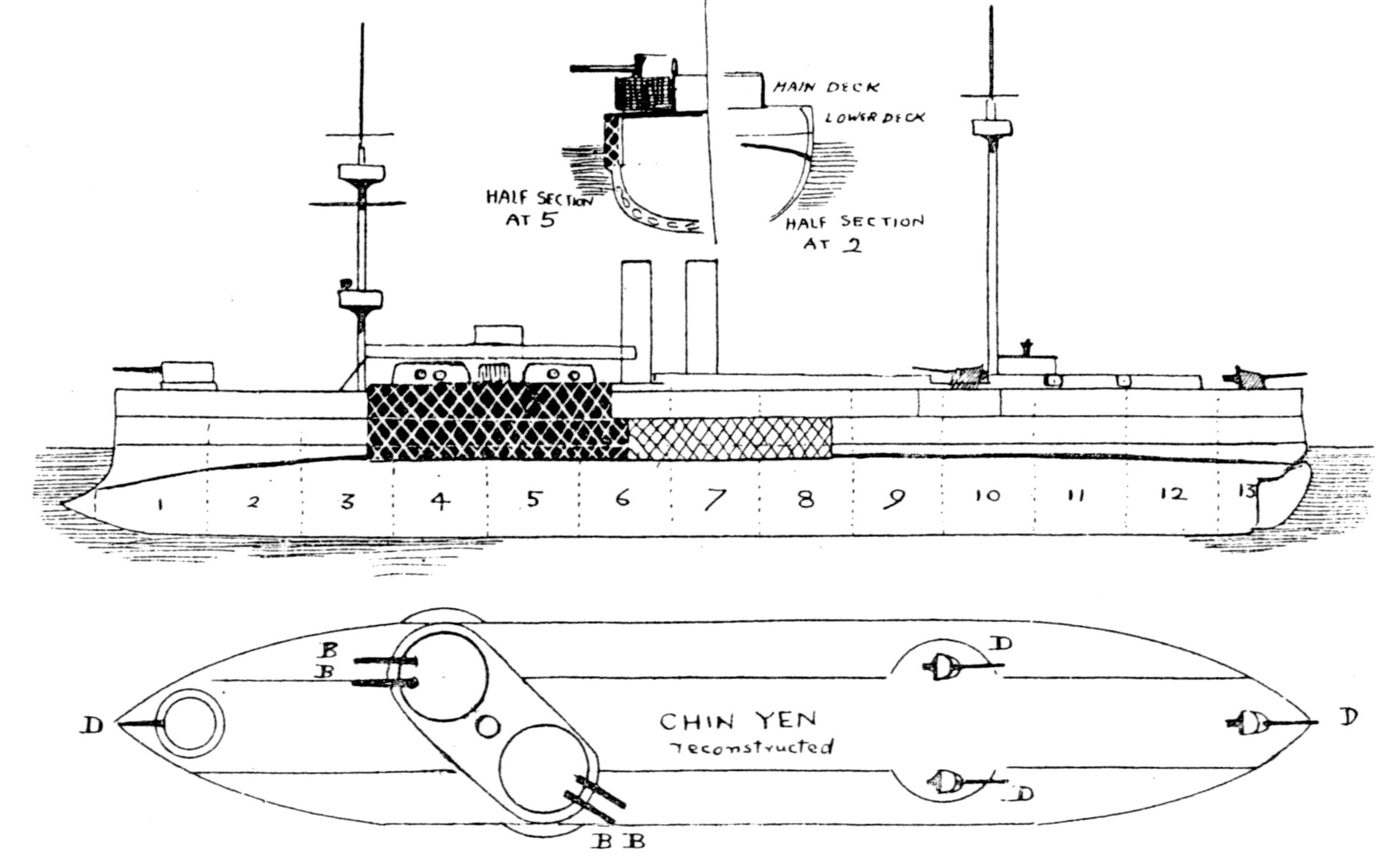
Chin Yen reconstruído

Após sua aquisição pelo Japão em 1895, o navio passou por uma modernização significativa, que incluiu a instalação de novos diretores de controle de fogo para a bateria principal e baterias secundárias e terciárias mais poderosas. Os japoneses inicialmente consideraram substituir os canhões da bateria principal, mas o projeto mostrou-se além das capacidades dos estaleiros japoneses na época.
Os antigos canhões de 5,9 polegadas de disparo lento foram substituídos por canhões de 6 polegadas (152 mm) de disparo rápido. A torreta dianteira foi mantida, mas a torreta de popa foi substituída por uma montagem aberta com um escudo de proteção. Mais dois desses canhões foram instalados ao lado do mastro principal, ambos na mesma montagem com proteção como o canhão de popa. Os navios da classe Dingyuan sofriam problemas de equilíbrio como resultado das pesadas torretas da bateria principal estarem localizadas à frente, o que fazia com que eles mergulhassem e entrasse água; também prejudicava sua capacidade de manobra. A adição dos canhões de seis polegadas mais à ré ajudou a equilibrar o peso da bateria principal, melhorando significativamente ambos os defeitos. A bateria leve foi revisada para um par de canhões Hotchkiss de seis libras e oito dos Hotchkiss de 3 libras, todos em montagens individuais.
O deslocamento e outras dimensões permaneceram as mesmas, mas naquela época, o sistema de propulsão era capaz apenas de produzir 6 200 ihp (4 600 kW) para uma velocidade de 14,5 nós (26,9 km/h). A tripulação foi reduzida significativamente, apesar da adição dos canhões de seis  polegadas, para 250 oficiais e tripulantes.

## História

### Serviço na armada chinesa

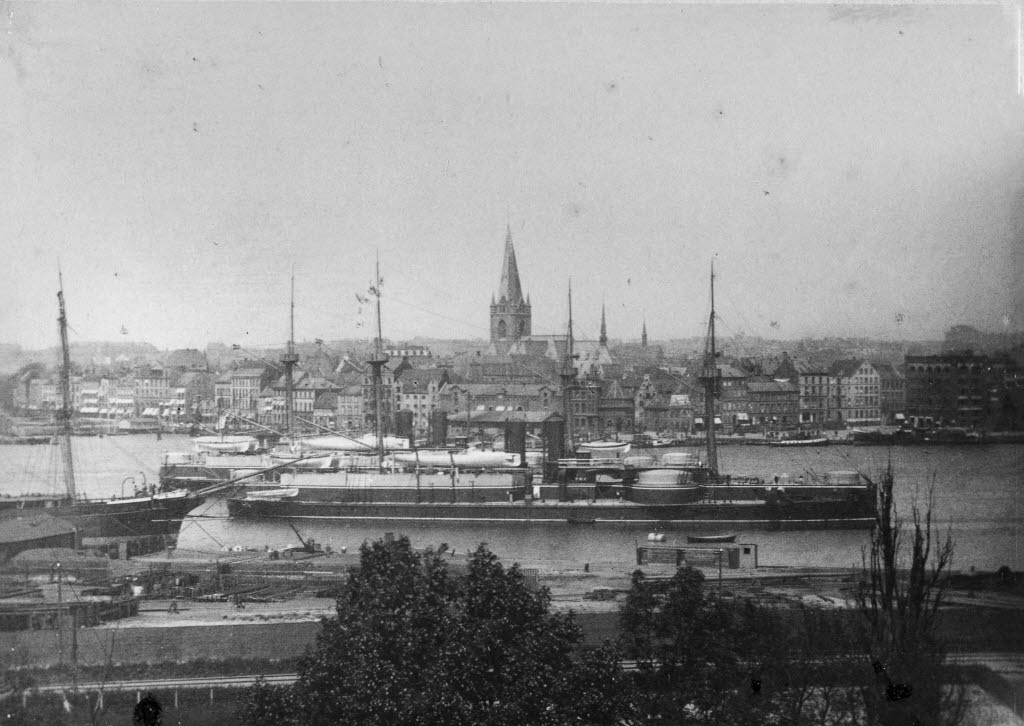
Zhenyuan e Dingyuan na Alemanha antes de partirem para a China

Zhenyuan foi encomendado em 1881 e teve sua construção iniciada no estaleiro AG Vulcan em Stettin, Alemanha, em março de 1882; seu nome significa "ataque de longa distância" em chinês. O trabalho avançou rapidamente, e ela foi lançada ao mar em 28 de novembro de 1882, embora os trabalhos de acabamento tenham continuado até o início de 1884. Ela foi concluída em abril daquele ano, mas o surto da Guerra Sino-Francesa em agosto impediu que os navios da classe Dingyuan fossem entregues até 1885. Ambas as embarcações foram tripuladas por equipes alemãs, navegando em 3 de julho de 1885 sob a bandeira alemã, juntamente com o cruzador protegido também construído na Alemanha, Jiyuan. Os três navios chegaram a Tianjin em novembro, onde foram transferidos para o controle chinês. Li Hongzhang, o vice-rei de Zhili e diretor do programa de construção naval da China, inspecionou as embarcações após sua chegada. Os dois ironclads foram então comissionados na Frota Beiyang, baseada em Port Arthur. Os navios seguiram em direção ao sul para Xangai para o inverno de 1885-1886.
Na década de 1880, a Frota Beiyang estava ocupada com uma rotina anual de cruzeiros de treinamento de inverno no Mar da China Meridional, muitas vezes em conjunto com a Frota Nanyang. Esses cruzeiros envolviam visitas às províncias de Zhejiang, Fujian e Guangdong, e às vezes chegavam a paradas no Sudeste Asiático. O restante do ano era dedicado a exercícios de treinamento em águas ao norte das províncias de Zhili, Shandong e Fengtian. Comissões de treinamento para portos estrangeiros foram realizados no meio da década de 1880 e início da década de 1890, tanto para treinar habilidades de navegação em viagens longe da costa quanto para mostrar a bandeira. A disciplina a bordo dos navios da Frota Beiyang era precária, o que contribuiu para um baixo estado de prontidão das embarcações. Durante esse período, a frota era comandada pelo Almirante Ding Ruchang, que usava o Dingyuan como seu navio-almirante. Na época, a China não tinha docas secas grandes o suficiente para lidar com Zhenyuan e Dingyuan, forçando a marinha a depender de estaleiros no Japão ou em Hong Kong britânico para a manutenção periódica.
Os dois navios da classe Dingyuan começaram sua rotina de treinamento em abril de 1886, em manobras conjuntas com as unidades da Frota Nanyang, culminando em uma revisão naval em Port Arthur. Eles receberam a visita de navios britânicos da Estação da China de 19 a 20 de maio. Zhenyuan, Dingyuane quatro cruzadores realizaram o primeiro de seus cruzeiros no exterior em agosto de 1886, que incluiu paradas em Hong Kong britânico, Busan e Wonsan na Coreia, Vladivostok, Rússia, e Nagasaki, no Japão. Enquanto estavam neste último porto, marinheiros chineses se envolveram em uma altercação com locais japoneses que resultou na morte de oito marinheiros chineses e dois policiais japoneses, com 42 chineses e 29 japoneses feridos. O incidente de Nagasaki foi caracterizado pela imprensa japonesa como uma tentativa da China de intimidar o Japão, levando a pedidos de expansão naval para enfrentar a Frota Beiyang. O governo japonês ordenou a construção de três cruzadores protegidos da classe Matsushima em resposta. Os japoneses também se recusaram a permitir que os couraçados chineses retornassem para reparos em seus estaleiros, prejudicando a capacidade da Frota Beiyang de manter as embarcações operacionais.

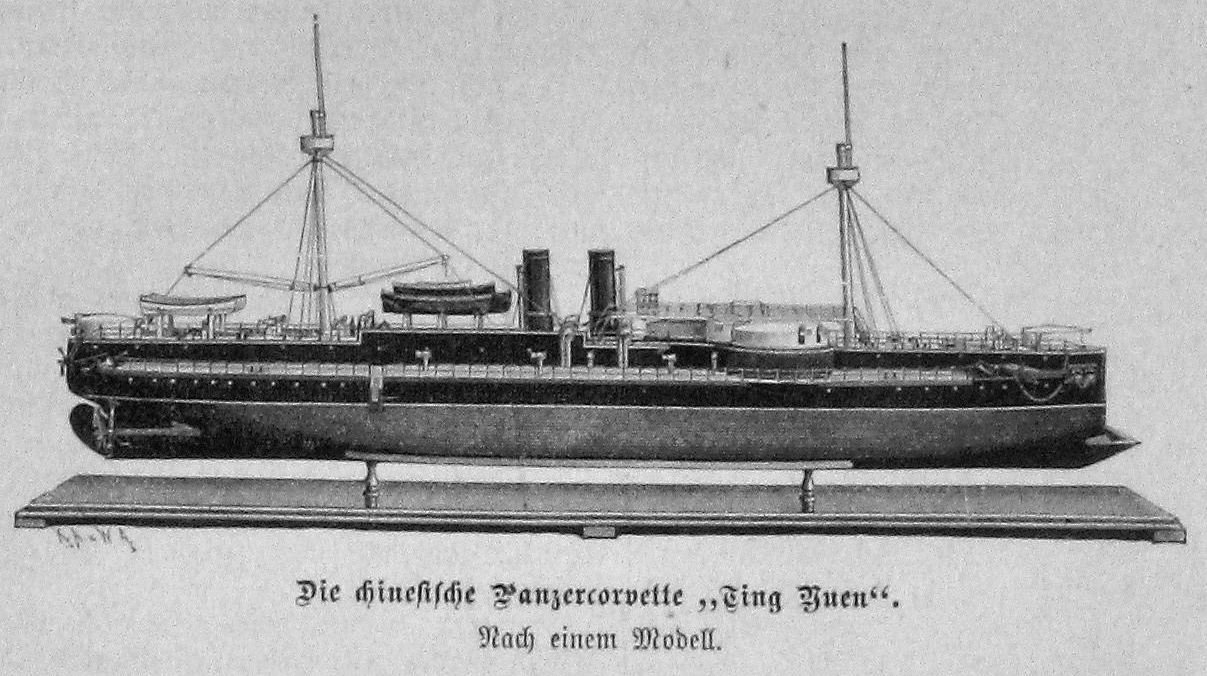
Um modelo da classe Dingyuan retratado no jornal alemão Die Gartenlaube

O ano de 1887 passou com menos incidentes, com os navios passando a maior parte do ano no Mar de Bohai. No final do ano, outro grupo de quatro cruzadores construídos na Europa chegou, fortalecendo ainda mais a frota e exigindo extensas manobras em 1888 para familiarizar as tripulações com o restante da frota. A Frota Beiyang adotou o mesmo esquema de cores preto, branco e bege usado pela Marinha Real na época, repintando suas embarcações em algum momento de 1888. Em 1889, a frota foi dividida em duas divisões; Dingyuan e vários cruzadores foram enviados em uma turnê de portos coreanos, enquanto Zhenyuan e o restante da frota permaneceram no Mar de Bohai para exercícios. As duas divisões se reuniram em Xangai em dezembro, seguindo para Hong Kong para que Zhenyuan e Dingyuan fossem colocados em doca seca. Em seguida, navegaram perto da Coreia.
Uma nova visita ao Japão ocorreu em junho e julho de 1891; a frota parou em Kobe em 30 de junho e em Yokohama em 14 de julho. Neste último porto, uma grande delegação japonesa de comandantes militares de alto escalão e membros da família imperial recebeu os navios. Uma viagem subsequente ao Japão ocorreu no ano seguinte. Aliado ao Incidente de Nagasaki, essas viagens contribuíram para as crescentes tensões entre China e Japão, uma vez que Hongzhang pretendia deixar clara a força naval chinesa em um momento em que a frota japonesa era pequena e pouco desenvolvida. No cerne da disputa estava o controle sobre a Coreia, que, desde a Convenção de Tientsin de 1884, era tratada como um co-protetorado da China e do Japão.

#### Primeira Guerra Sino-Japonesa
No início de 1894, a Revolução Camponesa Donghak eclodiu na Coreia, levando a China a enviar uma expedição de 28 mil soldados para suprimir os rebeldes. O Japão considerou isso uma violação da Convenção de Tientsin e enviou 8 mil soldados em resposta, o que levou ao início da Primeira Guerra Sino-Japonesa em 1.º de agosto. A frota chinesa não tinha chance contra a nova Frota Combinada do Japão, uma vez que anos de orçamentos navais insuficientes não permitiram a Hongzhang atualizar as embarcações. Os fundos que ele planejara usar para adicionar novas armas de fogo de tiro rápido a Zhenyuan e Dingyuan foram apropriados para o 60.º aniversário da Imperatriz Viúva Cixi. Além disso, a China carecia de comandantes eficazes e tripulações suficientemente treinadas. Na época, o mercenário norte-americano Philo McGiffen serviu como oficial executivo do navio para aconselhar Lin. E para piorar as desvantagens da China durante a guerra, os japoneses haviam quebrado os códigos diplomáticos chineses em 1888, dando-lhes acesso às comunicações internas da China.
À medida que os chineses se preparavam em agosto para a ação, eles removeram os escudos de proteção das torres de bateria principal. A experiência na Batalha de Pungdo havia revelado que os escudos finos criavam inúmeras lascas quando atingidos pelo fogo inimigo, e esses fragmentos tinham causado numerosas baixas nas tripulações do cruzador Jiyuan em Pungdo. As tripulações também colocaram sacos de carvão ao redor das baterias de canhões como uma forma de armadura improvisada. Os navios foram repintados de cinza claro para torná-los mais difíceis de serem observados no mar. Em seguida, os navios da Frota Beiyang navegaram até Taku para abastecer, fazendo pouco nos meses seguintes.

#### Batalha do Rio Yalu

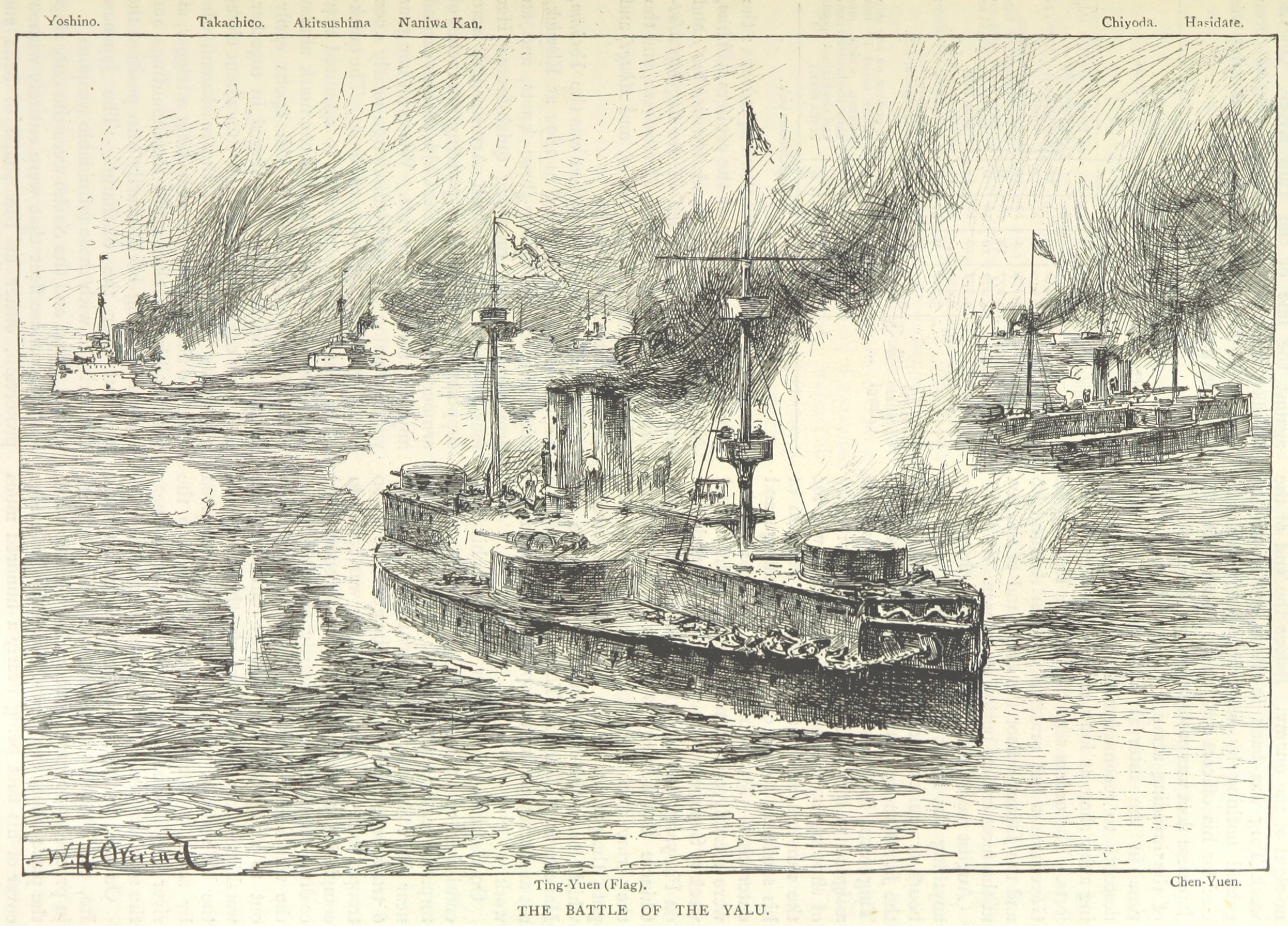
Esboço de Dingyuan (centro) e Zhenyuan (à direita) sob ataque no rio Yalu

Ding encaminhou a frota para o Golfo da Coreia em 12 de setembro, a fim de abrir caminho para um comboio de navios de tropas programado para entregar reforços à Coreia. No caminho para o golfo, ele recebeu relatórios defeituosos que indicavam a presença de navios de guerra japoneses ao largo da Península de Shandong, o que o levou a mudar de curso para procurá-los. Não encontrando navios inimigos, ele levou a frota para Weihaiwei (atual Weihai), e em 15 de setembro, a frota se encontrou com o comboio para cobrir sua chegada à foz do rio Yalu, onde os transportes desembarcaram os homens e suprimentos em 16 de setembro. Durante o processo de desembarque, Zhenyuan e a maior parte da frota permaneceram em movimento para fornecer apoio à distância e evitar se tornarem alvos parados para os barcos torpedeiros japoneses conhecidos na área. Enquanto os chineses estavam a caminho de Port Arthur, a Frota Combinada sob o Vice-Almirante Itō Sukeyuki os interceptou em 17 de setembro, levando à Batalha do Rio Yalu. A mal treinada Frota Beiyang navegou em uma formação desorganizada em linha aberta, enquanto os japoneses se aproximaram deles pelo sul em linha à frente; os navios chineses navegavam a cerca de 6 nós (11 km/h) e os japoneses a 10 nós (19 km/h).
Itō virou seus navios para passar à frente da Frota Beiyang que se aproximava. Dingyuan abriu fogo primeiro, por volta das 12h20, a uma distância extrema de 5 300 jardas (4 800 metros), muito além do que os equipamentos de controle de fogo da época eram capazes de direcionar com precisão. O efeito da explosão do primeiro salvo de Dingyuan destruiu sua própria ponte, fazendo-a colapsar e prendendo Ding e sua equipe pelo restante da ação, privando a Frota Beiyang de controle central. O restante da frota chinesa seguiu rapidamente Dingyuan, mas não conseguiu acertar nenhum dos oponentes enquanto passavam à frente. Os navios japoneses revidaram às 12h25, dividindo-se em dois esquadrões e virando para estibordo para cercar os chineses. Concentrando seu fogo nos cruzadores na ala direita chinesa, eles rapidamente destruíram os cruzadores chineses Yangwei e Chaoyong. A batalha rapidamente se transformou em um combate corpo a corpo a curta distância, e os cruzadores chineses Zhiyuan e Jingyuan foram afundados. Em troca, os navios de guerra chineses causaram danos graves no velho ironclad Hiei, que não conseguia acompanhar o resto da frota de Itō, sendo forçado a se desengajar e fugir. Zhenyuan e Dingyuan atingiram o cruzador auxiliar Saikyō Maru com quatro conchas de 12 polegadas e causaram danos significativos.
A couraça pesada de Zhenyuan provou ser invulnerável ao fogo de projéteis japoneses direcionado contra ela, embora os canhões Canet de grande calibre montados nos cruzadores da classe Matsushima tenham se mostrado quase inúteis e os outros cruzadores japoneses tenham se envolvido com seus homólogos chineses. Às 15h30, Zhenyuan acertou o navio-almirante japonês Matsushima com sua bateria principal, atingindo sua torre de artilharia frontal. O projétil desativou o canhão principal frontal, incendiou o navio, desativou quatro dos canhões secundários de Matsushima e infligiu pesadas baixas. Itō foi forçado a mudar sua bandeira como resultado. Zhenyuan pegou fogo várias vezes durante a ação, mas sua tripulação conseguiu suprimir rapidamente os incêndios. Por volta das 17h00, ambos os lados estavam com pouca munição, e os chineses começaram a retirar suas embarcações sobreviventes em formação de linha à frente. Os japoneses eventualmente se retiraram por volta das 17h30. A Frota Beiyang, já reduzida naquele momento a apenas os dois navios da classe Dingyuan e quatro embarcações menores, voltou a Port Arthur, chegando lá no dia seguinte.
Durante o decorrer da ação, Zhenyuan havia esgotado todo o seu estoque de projéteis de 5,9 polegadas e a maioria das munições de 12 polegadas, tendo apenas vinte e quatro projéteis de aço maciço restantes. Os reparos aos navios danificados começaram imediatamente, e suprimentos e munições frescas foram enviados para preparar as embarcações para a ação. Até o final de outubro, o Exército Japonês havia começado a se aproximar do porto, forçando os chineses a retirar a Frota Beiyang pelo Estreito de Bohai até Weihaiwei em 20 de outubro. Zhenyuan permaneceu em Port Arthur enquanto o resto da frota partiu para que os reparos continuassem a ser feitos, mas no início de novembro, os japoneses estavam prontos para capturar o porto, o que a levou a se juntar ao resto da frota em Weihaiwei.

#### Batalha de Weihaiwei

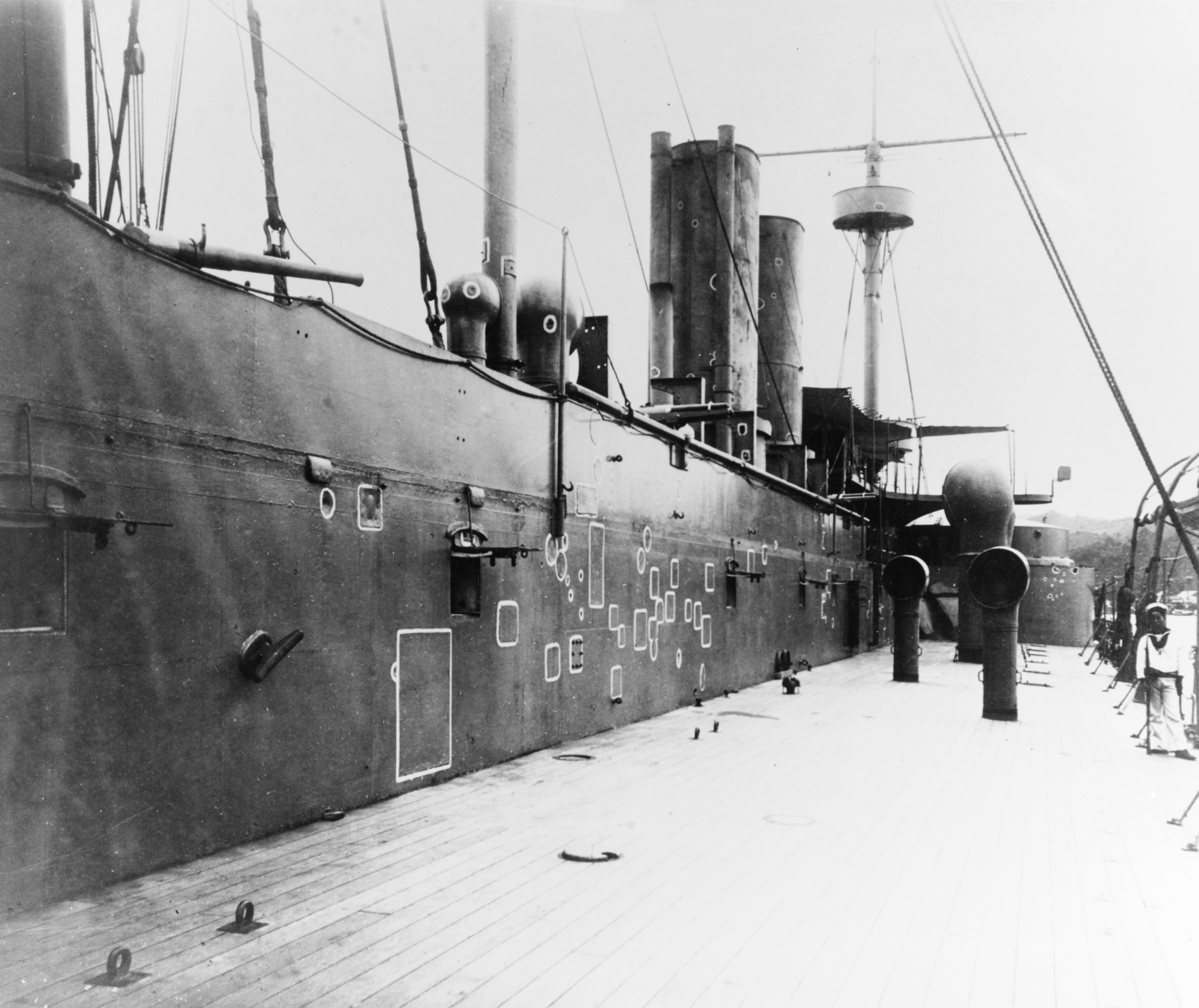
Zhenyuan após a batalha

Ao se aproximar de Weihaiwei em 14 de novembro, Zhenyuan colidiu com um recife enquanto tentava manobrar em torno dos obstáculos que haviam sido erguidos na entrada do porto para evitar um ataque japonês. O encalhe abriu um buraco de 6,1 metros de comprimento e causou inundação significativa, incluindo a sala de máquinas de boreste. O navio permaneceu preso no recife por três semanas, inclinado para boreste, com seu convés principal inundado. A equipe de salvatagem finalmente a rebocou para fora do recife e a levou para a âncora em Weihaiwei, onde encalhou para evitar afundamento. Mergulhadores foram enviados de Xangai para tapar o buraco com concreto. Lin assumiu a responsabilidade pelo acidente e cometeu suicídio no dia seguinte com uma overdose de ópio. O Capitão Yang Yung-Lin assumiu seu lugar como comandante do navio. Weihaiwei não tinha instalações de dique seco necessárias para reparar adequadamente Zhenyuan, e o remendo de concreto, que foi concluído até janeiro de 1895, a deixou apenas parcialmente navegável, então ela foi deixada atracada no porto. O encalhe contribuiu significativamente para uma queda na moral entre as tripulações da frota, uma vez que a perda de um couraçado totalmente operacional prejudicou seriamente sua capacidade de resistir a um ataque japonês.
Em janeiro de 1895, o Exército Japonês avançou para Weihaiwei, lançando um grande ataque ao porto em 30 de janeiro para começar a Batalha de Weihaiwei. Eles rapidamente capturaram as fortificações no lado leste da cidade, o que forçou os navios chineses a se retirar para a parte oeste do porto, onde estariam fora do alcance dos canhões da fortaleza. Embora Zhenyuan não pudesse navegar, seus canhões ainda podiam ser usados para apoiar a guarnição e atrapalhar os movimentos japoneses em terra. Em 1 de fevereiro, ela disparou 119 projéteis para ajudar a repelir as tropas japonesas. Barcos-torpedo japoneses invadiram o porto na noite de 4/5 de fevereiro e torpedearam Dingyuan, desabilitando-a e levando Ding a mudar sua bandeira para Zhenyuan. Na noite seguinte, os barcos-torpedo fizeram outro ataque à frota chinesa, mas erraram Zhenyuan e, em vez disso, afundaram um cruzador, um navio de treinamento e uma embarcação auxiliar.
Em 9 de fevereiro, Zhenyuan acertou um golpe no cruzador Itsukushima, embora o projétil não tenha detonado. Naquela época, os japoneses infligiram sérios danos a Dingyuan, levando à decisão de Ding de afundar o navio, o que provocou o suicídio de muitos dos oficiais sêniors da Frota Beiyang, incluindo Yang em 12 de fevereiro. No dia seguinte, os chineses se renderam, e uma equipe da Frota Combinada entrou no porto em 17 de fevereiro para inspecionar os navios no porto. Eles descobriram que Zhenyuan estava em condição de ser recuperada, já que o único dano no casco era do incidente de encalhe. A embarcação foi apreendida como prêmio de guerra, reparada e comissionada na frota japonesa.

### Serviço na armada japonesa
A embarcação foi reparada pelos japoneses, e Saikyō Maru, que havia sido reparada após a Batalha do Rio Yalu, a rebocou até Port Arthur. Lá, ela foi comissionada na Marinha Japonesa em 16 de março e renomeada como Chin Yen, a versão japonesa de seu nome original. Em seguida, ela foi enviada para reparos temporários que duraram de abril a junho. Durante esse processo, uma equipe inspecionou os danos infligidos durante a guerra em busca de lições que poderiam ser incorporadas em futuros navios de guerra japoneses. A observação principal foi que a blindagem lateral deveria ser fortalecida em vez da blindagem de convés, dado o curto alcance de batalha da época, uma vez que o fogo direto em curto alcance, com sua trajetória plana, muito provavelmente atingiria o lado de um navio, em vez de passar por cima do cinto.
Em 5 de julho, Chin Yen, o maior navio da frota japonesa e seu único navio capitânia, partiu para um tour pelo Japão. Ela primeiro visitou Nagasaki de 10 a 16 de julho, antes de passar pelo Mar Interior de Seto, onde parou em Hiroshima, Kure e Kobe. Ela chegou a Yokohama em 28 de julho e depois foi designada para o Distrito Naval de Yokosuka para uma reconstrução substancial, bem como reparos permanentes em seu dano de guerra. A bateria principal não pôde ser atualizada, exceto pela instalação de diretores de controle de fogo, mas a bateria secundária foi substancialmente melhorada.
O Imperador Meiji visitou o navio em Yokosuka em 25 de novembro de 1896, após o que Chin Yen embarcou em uma turnê pelo Japão para celebrar a vitória do país sobre a China. Com a classe Fuji de modernos couraçados pré-dreadnought prestes a ser concluída, Chin Yen foi classificada como um couraçado de segunda classe, embora tenha permanecido em serviço com a Frota Combinada até 21 de março de 1898, quando se tornou o navio-capitânia da Frota de Reserva. Naquela época, ambos os navios da classe Fuji haviam entrado em serviço, substituindo-a como os maiores e mais poderosos navios da frota. Nos anos seguintes, Chin Yen esteve ocupada com cruzeiros em águas japonesas e visitas a diversos portos do país. Durante a Revolta dos Boxers na China, ela serviu com as forças da Aliança das Oito Nações durante a Batalha de Tientsin, ajudando a quebrar o cerco da cidade.

#### Guerra russo-japonesa

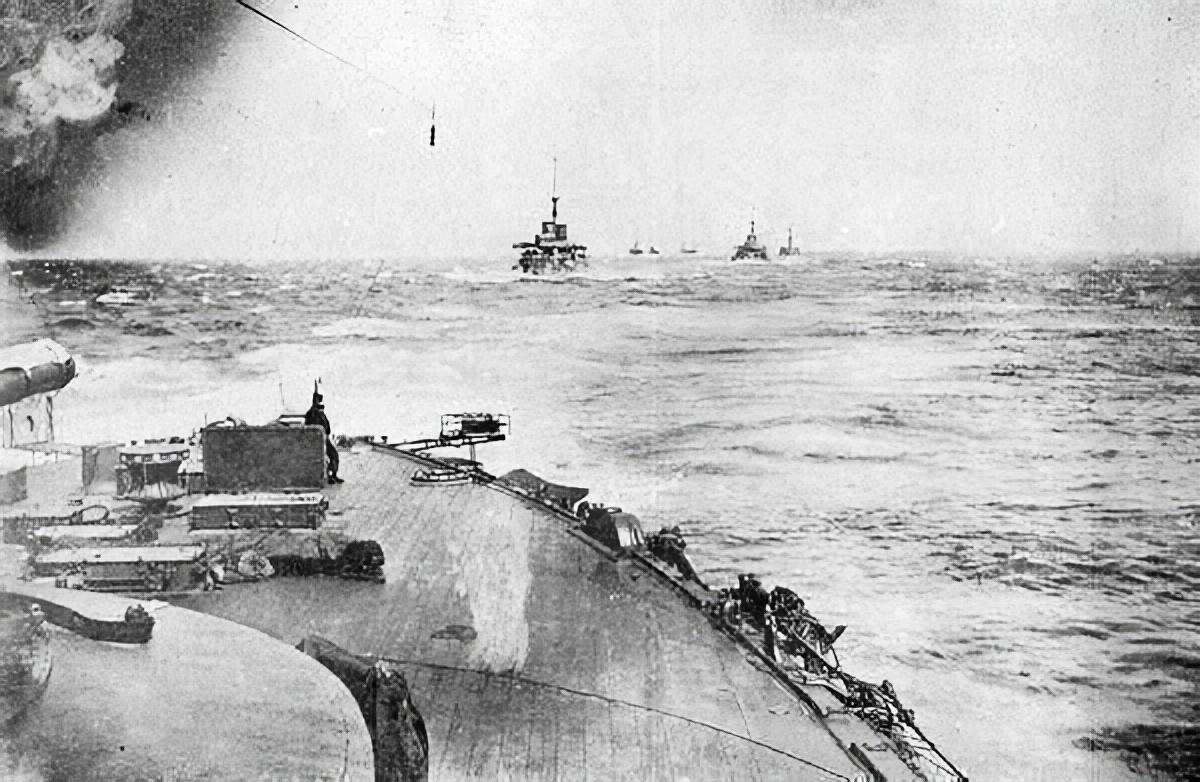
Elementos da frota japonesa a caminho de Tsushima

Em 1904, a competição pelo controle da Coreia levou o Japão a um segundo conflito, agora com o Império Russo. A Guerra Russo-Japonesa começou em 8 de fevereiro com um ataque surpresa de torpedeiros à Frota Russa do Pacífico que ocupava Port Arthur. Agora obsoleta, o Chin Yen foi designado para a 5.ª Esquadra da 3.ª Frota, sendo o navio-capitânia do Vice-Almirante Kataoka Shichirō, juntamente com os três cruzadores da classe Matsushima. Os navios haviam partido de Sasebo, perto de Nagasaki, para se juntar ao restante da frota em preparação para a guerra já em 6 de fevereiro.
Chin Yen ajudou a impor o bloqueio à frota russa em Port Arthur, o que levou à Batalha do Mar Amarelo em 10 de agosto, onde ela viu ação como parte da Força Principal sob o comando do Almirante Tōgō Heihachirō. A batalha resultou de uma tentativa russa de romper o bloqueio. Durante a ação, que resultou na retirada dos russos para o porto, Chin Yen acertou vários tiros em navios russos, em troca de sofrer dois tiros que não causaram danos sérios. Após retomar o bloqueio, a frota japonesa também realizou bombardeios às posições russas na área. Em 6 de março, Chin Yen e vários outros navios bombardearam Vladivostok, onde outra esquadra russa estava localizada. Em um bombardeio de quarenta minutos, os navios japoneses não conseguiram causar nenhum dano sério.
O navio viu ação novamente na Batalha de Tsushima em 27-28 de maio de 1905. Os russos haviam reunido uma Segunda Frota do Pacífico a partir de navios da Frota do Báltico para aliviar os navios em Port Arthur e a enviaram em uma viagem muito longa para a Ásia. Tōgō interceptou os russos no Estreito de Tsushima e o Chin Yen e o restante da 5.ª Esquadra formaram a retaguarda de sua linha de batalha, com a tarefa de enfrentar seus oponentes russos. Os navios afundaram o navio de suprimentos Kamchatka e causaram sérios danos ao couraçado Knyaz Suvorov. Na manhã seguinte, os navios da 5.ª Esquadra ajudaram a limpar a área de quaisquer navios de guerra russos ainda em ação e escoltaram os sete navios de guerra que se renderam aos portos japoneses, onde seriam tomados como prêmios de guerra.
O Chin Yen e o restante da 5.ª Esquadra seguiram para Tsushima, onde chegaram em 20 de junho. A partir daí, Chin Yen foi destacado para uma reforma em Kure e foi posteriormente designada para o Distrito de Guarda de Ōminato, no norte de Honshu. O navio partiu em 4 de julho como parte de uma força de assalto anfíbio que desembarcou em Sakhalin três dias depois. Após o fim da guerra em 5 de setembro, o Chin Yen foi para Port Arthur para escoltar o cruzador protegido Bayan, que havia sido afundado durante a guerra e depois foi resgatado por uma equipe japonesa de salvamento. Uma revisão da frota foi realizada em 23 de outubro para celebrar a vitória do Japão, que seria a última atividade do Chin Yen como parte da frota ativa. A revisão começou com um desfile de navios de guerra russos capturados, seguido por Chin Yen e outros navios chineses antigos, como parte de uma exibição dos despojos que a Marinha Japonesa havia apreendido nas duas guerras.

#### Últimos anos
Em 11 de dezembro, Chin Yen foi reclassificado como um navio de defesa costeira de primeira classe. Pelos cinco anos e meio seguintes, ele foi usado como um navio de treinamento para cadetes navais e sargentos não-comissionados. Durante esse período, o navio também participou de manobras de treinamento com a frota, como fez em uma série de exercícios importantes em outubro e novembro de 1908, que terminaram com uma revisão da frota para o imperador. Ele foi finalmente descomissionado em abril de 1911; suas funções de treinamento foram assumidas por seu antigo adversário, o Itsukushima. O Chin Yen foi usado como um navio-alvo para o novo cruzador protegido Kurama no final de 1911 e foi posteriormente vendido como sucata em abril de 1912. Os fundos arrecadados foram usados para cobrir parte do custo do grande salão da Academia Naval de Etajima em Hiroshima.
Duas das âncoras do navio foram removidas em 1896 durante a reconstrução para serem preservados no Parque Ueno, em Tóquio, como um monumento à vitória do Japão. Isso causou indignação pública na China. Após a derrota do Japão na Segunda Guerra Mundial, o governo nacionalista chinês insistiu em sua devolução, o que foi concedido pela autoridade de ocupação americana. As âncoras deixaram Tóquio em 1.º de maio de 1947 e chegaram a Xangai em outubro. Eles foram instalados na academia naval em Qingdao e, após a vitória comunista na Guerra Civil Chinesa, foram transferidos para o Museu Militar da Revolução Popular Chinesa em Pequim.